# Coppa delle Coppe 1983-1984 (hockey su pista)
La Coppa delle Coppe 1983-1984 è stata l'8ª edizione dell'omonima competizione europea di hockey su pista riservata alle squadre di club. Il torneo ha avuto inizio il 12 maggio e si è concluso il 14 luglio 1984. Il titolo è stato conquistato dagli spagnoli del Reus Deportiu per la prima volta nella loro storia sconfiggendo in finale i portoghesi del Benfica. In quanto squadra vincitrice, il Reus Deportiu ha ottenuto anche il diritto di partecipare alla Supercoppa d'Europa.

## Squadre partecipanti
| Nazione        | Club           | Città            | Qualificazione                                 |
| -------------- | -------------- | ---------------- | ---------------------------------------------- |
| Belgio         | Kurink         | Hasselt          |                                                |
| Francia        | La Vendéenne   | La Roche-sur-Yon | 2º in 1ere Division 1983                       |
| Germania Ovest | Cronenberg     | Wuppertal        | 2º in 1 Bundesliga 1983                        |
| Italia         | AFP Giovinazzo | Giovinazzo       | Finalista Coppa Italia 1982-1983               |
| Paesi Bassi    | Residentie     | L'Aia            | 2º in 1ª Klasse 1983                           |
| Portogallo     | Benfica        | Lisbona          | Detentore della Coppa del Portogallo 1982-1983 |
| Spagna         | Reus Deportiu  | Reus             | Detentore Coppa del Re 1983                    |
| Svizzera       | Vevey          | Vevey            | Detentore della Coppa di Svizzera 1983         |

## Risultati

### Quarti di finale
| Squadra 1    | Totale      | Squadra 2      | Andata | Ritorno |
| ------------ | ----------- | -------------- | ------ | ------- |
| Kurink       | 3 - 29      | Benfica        | 2 - 8  | 1 - 21  |
| La Vendéenne | 7 - 37      | Reus Deportiu  | 1 - 10 | 6 - 27  |
| Residentie   | 7 - 7 (gfc) | AFP Giovinazzo | 6 - 2  | 1 - 5   |
| Vevey        | 7 - 10      | Cronenberg     | 1 - 1  | 6 - 9   |

### Semifinali
| Squadra 1      | Totale | Squadra 2     | Andata | Ritorno |
| -------------- | ------ | ------------- | ------ | ------- |
| AFP Giovinazzo | 7 - 17 | Benfica       | 6 - 3  | 1 - 14  |
| Cronenberg     | 9 - 11 | Reus Deportiu | 5 - 4  | 4 - 7   |

### Finale
| Squadra 1     | Totale | Squadra 2 | Andata | Ritorno |
| ------------- | ------ | --------- | ------ | ------- |
| Reus Deportiu | 11 - 8 | Benfica   | 6 - 4  | 5 - 4   |

#### Andata
| Reus 30 giugno 1984 | Reus Deportiu | 6 – 4 | Benfica |  |

#### Ritorno
| Lisbona 14 luglio 1984 | Benfica | 4 – 5 | Reus Deportiu |  |